# Ituzaingó (Montevideo)

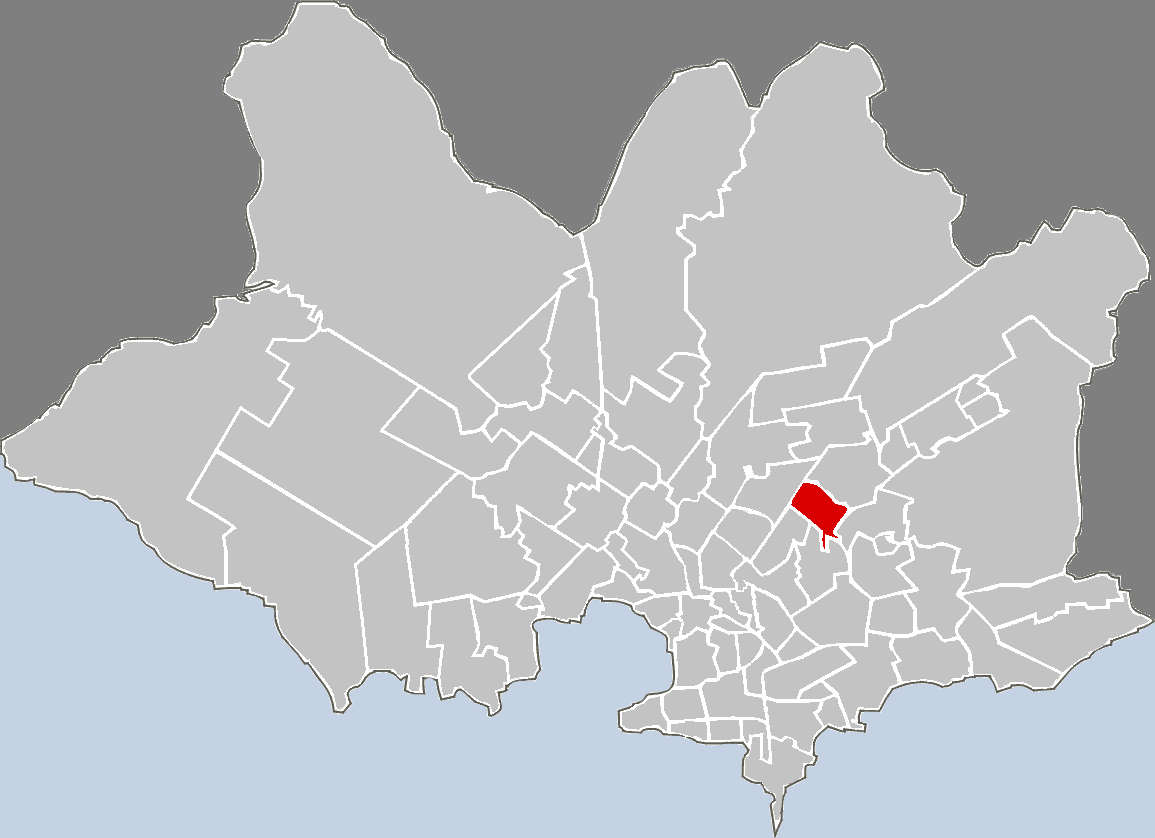
Lage von Ituzaingó in Montevideo

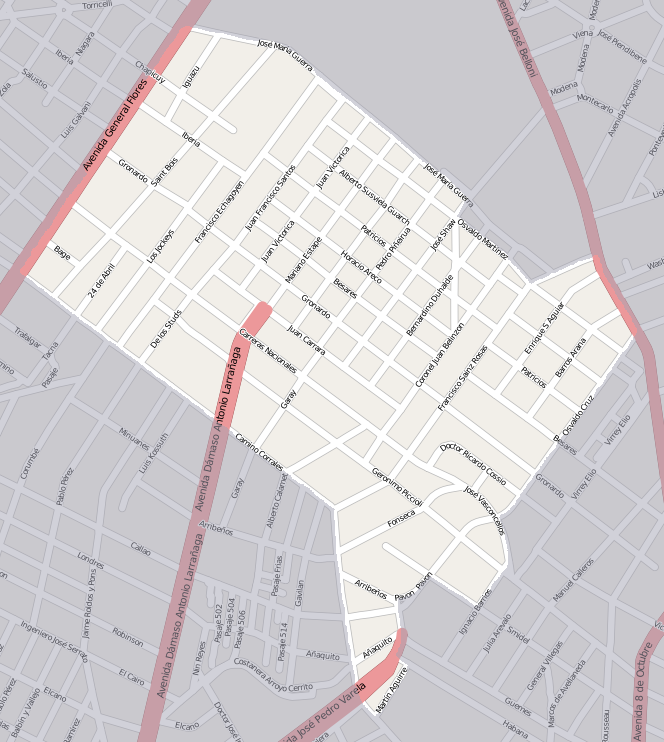
Plan von Ituzaingó

Ituzaingó ist ein Stadtviertel (Barrio) der uruguayischen Hauptstadt Montevideo.

## Lage
Es wird von den Stadtteilen Las Acacias (Nordwesten), Jardines del Hipódromo (Nordosten), Flor de Maroñas (Südosten), Villa Española (Süden) und Pérez Castellanos/Castro Castellanos (Westen) umgeben. 
Die Grenzen des Stadtviertels bilden dabei das Viertel umfassend von Norden im Uhrzeigersinn ausgehend die Straßen Jose Maria Guerra, Jose Shaw, Sainz Rosas, Avenida J Belloni, Osvaldo Cruz, Carreras Nacionales, Julia Arevalo, Smidel, Pavon, J J de Soiza Reilly, Dr M Aguirre, Camino Corrales und Iguazu. Das Gebiet von Ituzaingó ist dem Municipio F zugeordnet.

## Geschichte
Das Barrio Ituzaíngo wurde 1893 durch Francisco Piria gegründet. Die etwa vier Hektar umfassende Gegend wurde vom Landvermesser Federico Delgado abgegrenzt und parzelliert.